# جاكي مورغان
جاكي مورغان (بالإنجليزية: Jacqui Morgan)‏ هي رسامة أمريكية، ولدت في 22 فبراير 1939، وتوفيت في 3 يوليو 2013.